# Jan ze Žerotína a Náměště
Jan ze Žerotína a Náměště (též Jan mladší či Jan starší ze Žerotína, okolo 1530? asi Nový Jičín – 15. února 1583 asi zámek Náměšť nad Oslavou) byl moravský šlechtic a mecenáš z rodu Žerotínů. Vlastnil rozsáhlá panství na střední, posléze pak západní Moravě, stejně jako východočeské panství Brandýs nad Orlicí. Znám je především svou podporou Jednoty bratrské a jejích sborů na svých panstvích. Díky němu byla roku 1578 bratrská tiskárna přesunuta z Ivančic do nedalekých bezpečnějších Kralic, kde byla mezi lety 1579–1594 vytištěna šestidílná Bible kralická, první úplný překlad Bible do češtiny z původních jazyků.

## Životopis

### Původ a rodina
Pocházel z moravského panského rodu Žerotínů, byl synem Bedřicha ze Žerotína a jeho manželky Libuše, rozené z Lomnice (dcery Jana Náměšťského z Lomnice). Narodil se patrně na rodovém sídle v Novém Jičíně. V době smrti svého otce roku 1543 byl ještě nezletilý, matka se posléze vdala za Bohuše III. Kostku z Postupic. Okolo roku 1550 navštěvoval městskou školu v Prostějově, kde byl mj. žákem zde působícího Jana Blahoslava. Jeho první manželkou byla Mariana Černohorská z Boskovic († 1574). Jejich syn Karel starší ze Žerotína byl významným stavovským politikem s rozsáhlými literárními zájmy a představitelem moravského zemského patriotismu. Z druhého manželství, s Magdalenou Slavatovou z Chlumu a Košumberka, měl syna Jana Diviše († 1616), který v roce 1597 ujal panství Brandýs nad Orlicí.

### Majitelem panství
Po nabytí zletilosti zdědil moravské statky Nový Jičín a Štramberk, byl též majitelem panství Branná, které pak v roce 1582 s rozestavěným zámkem prodal Bruntálským z Vrbna. Město Nový Jičín roku 1558 prodal Janovi Kropáčovi z Nevědomí na Hranicích za 39 tisíc moravských zlatých, městská rada však nového pána pro jeho krutou pověst odmítla a raději vyjednala své poddanství přímo královské komoře. Po matce pak zdědil panství Brandýs nad Orlicí s 21 vesnicemi ve východních Čechách. Brandýs si oblíbil, usadil se zde a na zdejším zámku se také narodil nejslavnější člen rodu, Karel starší ze Žerotína (1564–1636). V Brandýse také nechal vystavět na místě zvaném „na Loukoti“ kostelík, který v následujících desetiletích sloužil jako pohřebiště této větve rodu Žerotínů. Mezitím ve složitém dědickém řízení obdržel v roce 1566 Náměšť nad Oslavou, vlastnil také zámek Rosice.
Jeho majetkový vzestup doprovázel i vzestup společenský a politický. Dosáhl rovněž významného postavení v moravské stavovské obci. Tato prestiž se zároveň odrazila i v symbolické výzdobě obou jeho hlavních sídel: zámků v Náměšti a v Rosicích.
Na svých panstvích velkoryse podporoval Jednotu bratrskou. Zasloužil se o přesun tiskárny Jednoty z Ivančic do Kralic nad Oslavou, které pět let předtím koupil od Jindřicha Kralického z Kralic a přičlenil je ke svému náměšťskému panství. V Náměšti pak byl hned následujícího roku se Žerotínovou finanční podporou vytištěn první díl Bible kralické.

### Úmrtí
Zemřel 27. února 1583, patrně na zámku v Náměšti a byl zde patrně také pohřben.